# Governo Bachelet I
Il Governo Bachelet I è stato il governo del Cile in carica dall'11 marzo del 2006 all'11 marzo del 2010, dopo la vittoria di Michelle Bachelet alle elezioni presidenziali del 2005.

## Composizione
| Ministero                     | Nome                                     | Periodo     |
| ----------------------------- | ---------------------------------------- | ----------- |
| Interno                       | Andrés Zaldívar Larraín (PDC)            | 2006        |
| Interno                       | Belisario Velasco Baraona (PDC)          | 2006-2008   |
| Interno                       | Felipe Harboe Bascuñán (interim) (PPD)   | 2008        |
| Interno                       | Edmundo Pérez Yoma (PDC)                 | 2008 - 2010 |
| Esteri                        | Alejandro Foxley Rioseco (PDC)           | 2006 - 2009 |
| Esteri                        | Mariano Fernández Amunátegui (PDC)       | 2009 - 2010 |
| Difesa                        | Vivianne Blanlot Soza (PPD)              | 2006-2007   |
| Difesa                        | José Goñi Carrasco (PPD)                 | 2007 - 2009 |
| Difesa                        | Francisco Vidal (PPD)                    | 2009 - 2010 |
| Finanze                       | Andrés Velasco Brañes (Indipendente)     | 2006 - 2010 |
| Segreteria Presidenza         | Paulina Veloso Valenzuela (PS)           | 2006-2007   |
| Segreteria Presidenza         | José Antonio Viera-Gallo (PS)            | 2007 - 2010 |
| Segreteria Governo            | Ricardo Lagos Weber (PPD)                | 2006 - 2007 |
| Segreteria Governo            | Francisco Vidal Salinas (PPD)            | 2007 - 2009 |
| Segreteria Governo            | Carolina Tohá Morales (PPD)              | 2009 - 2010 |
| Agricoltura                   | Ingrid Antonijevic Hahn (PPD)            | 2006        |
| Agricoltura                   | Alejandro Ferreiro Yazigi (PDC)          | 2006 - 2008 |
| Agricoltura                   | Hugo Lavados Montes (PDC)                | 2008 - 2010 |
| Pianificazione                | Clarisa Hardy Raskovan (PS)              | 2006 - 2008 |
| Pianificazione                | Paula Quintana Meléndez (PS)             | 2008 - 2010 |
| Istruzione                    | Martín Zilic Hrepic (PDC)                | 2006        |
| Istruzione                    | Yasna Provoste Campillay (PDC)           | 2006 - 2008 |
| Istruzione                    | Mónica Jiménez de la Jara (PDC)          | 2008 - 2010 |
| Giustizia                     | Isidro Solís Palma (PRSD)                | 2006-2007   |
| Giustizia                     | Carlos Maldonado Curti (PRSD)            | 2007 -      |
| Lavoro                        | Osvaldo Andrade Lara (PS)                | 2006 - 2008 |
| Lavoro                        | Claudia Serrano Madrid (PS)              | 2008 - 2010 |
| Opere Pubbliche               | Eduardo Bitrán Colodro (PPD)             | 2006 - 2008 |
| Opere Pubbliche               | Sergio Bitar Chacra (PPD)                | 2008 - 2010 |
| Trasporti e Telecomunicazioni | Sergio Espejo Yaksic (PDC)               | 2006-2007   |
| Trasporti e Telecomunicazioni | René Cortázar Sanz (PDC)                 | 2007 - 2010 |
| Sanità                        | María Soledad Barría Iroume (PS)         | 2006 - 2008 |
| Sanità                        | Álvaro Erazo Latorre (PS)                | 2008 - 2010 |
| Casa e Urbanismo              | Patricia Poblete Bennett (PDC)           | 2006 - 2010 |
| Beni culturali                | Romy Schmidt Crnosija (PPD)              | 2006 - 2010 |
| Agricoltura                   | Álvaro Rojas Marín (PDC)                 | 2006 - 2008 |
| Agricoltura                   | Marigen Hornkohl Venegas (PDC)           | 2008 - 2010 |
| Risorse minerarie             | Karen Poniachik Pollak (Indipendente)    | 2006-2008   |
| Risorse minerarie             | Santiago González Larraín (PRSD)         | 2008 - 2010 |
| Energia                       | Karen Poniachik Pollak (Independiente)   | 2006-2007   |
| Energia                       | Marcelo Tokman Ramos (PPD)               | 2007 - 2010 |
| Servicio Nacional de la Mujer | Laura Albornoz Pollman (PDC)             | 2006 - 2010 |
| Arte e cultura                | Paulina Urrutia Fernández (Indipendente) | 2006 - 2010 |
| Ambiente                      | Ana Lya Uriarte Rodríguez (PPD)          | 2007 - 2010 |